# Verekedős játék
A verekedős játék (angolul: fighting game) egy videójáték-műfaj, az akciójáték alműfaja. A játékos irányította karakter közeli harcot folytat egy ellenféllel, amit mesterséges intelligencia irányít vagy egy másik játékos. A harc általában több fordulóból vagy szintből áll. A választható karakterek között képességbeli különbség van. Az ütésen kívül hárítás és speciális ütéskombinációk érhetőek el. A beat 'em up műfajú játékok abban különböznek a verekedős játékoktól, hogy ott több ellenféllel kell megküzdeni egyszerre. Az első verekedős játék a Heavyweight Champ volt, ami 1976-ban jelent. Az 1987-es Street Fighterben már szerepeltek rejtett speciális támadások. Népszerű verekedős videójáték-sorozat a Tekken, Mortal Kombat, The King of Fighters, Virtua Fighter, Dead or Alive, Killer Instinct és a Super Smash Bros..

## Felmerülő problémák
Az ilyen jellegű játékok sokáig aggodalomra adtak okot a gyerekek mentális fejlődését illetően. Ám azóta már több tanulmány bebizonyította, hogy a brutalitást szerepeltető videójátékok (és filmek) nem növelik az agresszivitást, sőt, legtöbb esetben feszültséglevezető hatása lehet.